# سرخیو هررا (بازیکن فوتبال، زاده ۱۹۹۳)
سرخیو هررا (انگلیسی: Sergio Herrera؛ زادهٔ ۵ ژوئن ۱۹۹۳) بازیکن فوتبال اهل اسپانیا است.
از باشگاه‌هایی که در آن بازی کرده‌است می‌توان به باشگاه فوتبال اوئسکا، باشگاه فوتبال دپورتیوو آلاوس، و باشگاه فوتبال اوساسونا اشاره کرد.